# پوروگ (استان آرخانگلسک)
پوروگ (به لاتین: Porog) یک منطقهٔ مسکونی در روسیه است که در استان آرخانگلسک واقع شده‌است.